# Quán ăn Kang
Quán ăn Kang (Hangul: 신서유기 외전 강식당) là chương trình truyền hình thực tế-du lịch Hàn Quốc. Đây là phiên bản ngoại truyện của chương trình "Tân Tây du ký". Chương trình được phát sóng lúc 10 giờ 50 phút tối thứ ba hàng tuần từ ngày 5 tháng 12 năm 2017 trên sóng tvN.
Chương trình đạt mức xem trung bình 8,3 phần trăm, với thời điểm cao nhất là 9.1 phần trăm.

## Nội dung
Các thành viên của Tân Tây du ký mùa bốn (trừ Kyuhyun đang nhập ngũ nên không tham gia) cùng nhau mở quán ăn trên Đảo Jeju.
Kết thúc mùa bốn của Tân Tây du ký, các thành viên đã đổi phần thưởng họ thắng được trò chơi là một chiếc Lamborghini và một chiếc Porsche để lấy cơ hội quay phiên bản Quán ăn Youn của chính họ. Vốn những chiếc xe này là trò đùa mà đội ngũ sản xuất đưa vào để khiêu khích cả nhóm, nhưng nhờ vào sự tỏa sáng của Song ngón thần, "lũ quỷ" bất ngờ chiến thắng khiến cả đạo diễn lẫn kịch bản của chương trình phải cúi đầu xin thua.
Kang Ho-dong, trong vai trò bếp trưởng mới vào nghề, đón nhận thử thách lần đầu tiên trong đời đứng bếp. Các thành viên còn lại phân chia đảm nhiệm các vai trò khác trong quán như tiếp khách, bưng bê, phục vụ, chuẩn bị nguyên liệu,... Quán ăn Kang được mở tại Hallym trên Đảo Jeju, các thực khách trong chương trình được chọn ngẫu nhiên từ đám đông xếp hàng bên ngoài quán mỗi ngày.

## Nghệ sĩ tham gia và vai trò
- Kang Ho-dong: Bếp trưởng
- Eun Ji-won: Quản lý trưởng
- Lee Soo-geun: Chạy việc
- Ahn Jae-hyun: Phụ bếp
- Song Min-ho: Chạy việc
- Pyo Ji-hoon: Phụ bếp
- Na Young-seok: Nô lệ Na

## Đánh giá
Trong bảng dưới đây màu xanh dương thể hiện mức đánh giá thấp nhất, màu đỏ thể hiện mức cao nhất.
| Tập        | Ngày phát sóng       | Tỷ lệ người xem trung bình | Tỷ lệ người xem trung bình | Tỷ lệ người xem trung bình |
| Tập        | Ngày phát sóng       | AGB Nielsen                | AGB Nielsen                | TNmS                       |
| Tập        | Ngày phát sóng       | Toàn quốc                  | Seoul                      | Toàn quốc                  |
| ---------- | -------------------- | -------------------------- | -------------------------- | -------------------------- |
| 1          | 5 tháng 12 năm 2017  | 5.448%                     | 6.173%                     | 6.6%                       |
| 2          | 12 tháng 12 năm 2017 | 5.313%                     | 6.072%                     | 6.2%                       |
| 3          | 19 tháng 12 năm 2017 | 6.900%                     | 7.721%                     | 6.5%                       |
| 4          | 26 tháng 12 năm 2017 | 8.245%                     | 9.412%                     | 8.0%                       |
| 5          | 2 tháng 1 năm 2018   | 8.313%                     | 9.278%                     | 9.1%                       |
| 6          | 9 tháng 1 năm 2018   | 5.880%                     | 6.742%                     | 7.1%                       |
| Trung bình | Trung bình           | 6.683%                     | 7.566%                     | 7.25%                      |

## Liên kết
Trang chủ